# آرثر أ. غولدبرغ
آرثر أ. غولدبرغ (بالإنجليزية: Arthur A. Goldberg)‏ هو محامي ومؤلف وكاتب أمريكي، ولد في 1940.